# Ivan Železnikar
Ivan Železnikar, slovenski časnikar, * 28. december 1839, Stiška vas, † 26. januar 1892, Ljubljana.

## Mladost in šolanje
Rodil se je leta 1839 v Stiški vasi, ki leži v današnji občini Cerklje na Gorenjskem. Mladost je preživel pri stricu v primorskem Ospu. Sprva je obiskoval ljudsko šolo v Kopru, leta 1850 se je vpisal na gimnazijo v Ljubljani. Po maturi leta 1858 je šel za domačega učitelja pri eni od ljubljanskih rodbin, da bi privarčeval za študij na Dunaju. Leta 1860 se je tam tudi vpisal na pravno fakulteto, a je Dunaj tri leta zatem zapustil zaradi pomanjkanja denarja. Leta 1863 se je zaposlil kot odvetniški vajenec (notarski koncipient) pri notarju Radeju v Slovenski Bistrici.

## Delo zaSlovenski narod

### Začetki
Železnikar je pri časopisu Slovenski narod sodeloval že v času, ko je list urejal Anton Tomšič ob pomoči Josipa Jurčiča. Po Tomšičevi smrti leta 1871 je prevzel njegovo uredniško mesto. Časopis je urejal le kratek čas, saj lastnikom ni bilo po godu njegovo ostro pisanje zoper nemške konservativce. Zato je zapustil Maribor in se zaposlil v Ljubljani pri banki Slovenija. Nekaj časa je bil občinski tajnik v Sevnici in se na koncu vrnil k Radeju v Slovensko Bistrico. Tam je ostal do konca leta 1881, ko je po smrti Josipa Jurčiča zopet postal urednik Slovenskega naroda. Od Jurčičeve smrti do Železnikarjevega prihoda je časopis začasno urejal Ivan Tavčar.

### UrejanjeSlovenskega naroda
Ivan Železnikar je Slovenski narod urejal od 1. januarja 1882 do svoje smrti 26. januarja 1892. Velja za tretjega slovenskega poklicnega časnikarja. Njegovo novinarsko delo je bilo tesno povezano z udejstvovanjem na političnem področju. Svoja mnenja je izražal predvsem v številnih političnih člankih, polemičnih prispevkih in podlistku. Za njegove prispevke je značilna protioportunistična in radikalna politična smer. Njegov jezik ni več Jurčičeva ljudska slovenščina, Železnikar se je raje zatekal k številnim tujim besedam, predvsem srbohrvaškega izvora. V času njegovega urednikovanja so pri Slovenskem narodu sodelovali predvsem Danilo Majaron, Franc Podgornik, Karel Slanec in Ivan Tavčar.

## Literarno ustvarjanje
Železnikar se je z literaturo resno ukvarjal že na gimnaziji. Svoje prispevke je objavljal v Kmetijskih in rokodelskih novicah, Slovencu, Slovenskem gospodarju, Slovenskem glasniku in Ljubljanskem zvonu. Leta 1872 je ustanovil humoristični list Škrat, ki ga je kasneje preimenoval v Brus. Pripravil je tudi Zbrane spise Zarnikove in Novo pesmarico.